# Else Fischer
Else Linde Fischer (10. april 1923 i Hellerup – 15. april 1976) var en dansk forfatter. Hun skrev en række kriminalromaner og blev i sin tid kaldt for Danmarks Agatha Christie. Hun udgav også en række kriminalromaner for børn (Trekløver-serien) og fik posthumt overrakt Poe-Prisen i 1976.
Hun var aktiv i modstandsbevægelsen og skrev i 1946 erindringsbogen Roser i november.